# Elizabeth Fry
Elizabeth Fry   (Norwich, 21 de maig de 1780 - Ramsgate, 12 d'octubre de 1845) va ser una filantropa i activista social anglesa. Membre de la Societat Religiosa d'Amics, va defensar durant tota la seva vida idees humanistes i reformistes, en especial respecte a la política penitenciària del seu país.
Fry va ser una de les principals impulsores d'un paquet legislatiu que feia més humà el tracte als presos, i pel qual va rebre el recolzament de la reina Victòria.
També va establir una escola d'infermeria, que més tard va inspirar Florence Nightingale a reclutar un equip d'infermeres durant la Guerra de Crimea. Després de la seva mort, l'alcalde de Londres va promoure la creació d'un asil per a pobres amb el seu nom, que es va inaugurar el 1849.
Va aparèixer al bitllet de 5 lliures del Banc d'Anglaterra entre 2001 i 2016. Va ser també una gran diarista, de la qual es conserven gran part dels escrits.